# Арциленко Дмитро Юрійович
Дмитро́ Ю́рійович Арци́ленко (1988—2014) — майор (посмертно) Збройних сил України, учасник російсько-української війни.

## З життєпису
Народився в Харкові 11 березня 1988 року у сім'ї військовослужбовця.
По закінченні середньої школи № 70 у 2004 р. вступив до Харківського національного університету повітряних сил імені Івана Кожедуба. Закінчив університет з відзнакою, опанував спеціальність льотчика-штурмана. 
Отримав призначення до 11-го окремого полку армійської авіації «Херсон», з яким брав участь у миротворчій місії в Африці. Після початку російської агресії проти України в 2014 році брав участь у військових діях в зоні АТО. Приховував від родини участь у боях.
7 серпня 2014 р., під час обстрілу санітарного гелікоптера Мі-8МТ поблизу Савур-могили Дмитро Арциленко був поранений у голову кулею снайпера. В кабіні з ним був Володимир Шлюхарчук. Арциленко не дав можливості ворогові, який готувався відкрити вогонь, точно прицілитися. Коли услід за цим по вертольоту вдарили кулемети, завдяки початому маневру Шлюхарчук отримав кілька додаткових секунд для набору швидкості. Терористи стріляли з двох точок із великокаліберних кулеметів — потім на землі у вертольоті налічили 74 пробоїни. Одна куля пройшла біля обличчя Володимира і влучила в голову Дмитру, він відразу знепритомнів. На борту було двоє стрільців — хлопців по 18—20 років; вони відкрили вогонь по ворогові з кулеметів. Володимир виконав маневр відходу з-під обстрілу.
12 серпня він помер у шпиталі Дніпропетровська. 
Вдома залишилися дружина Валентина та донька 2014 р.н.
Похований на кладовищі № 4 в Харкові.

## Нагороди
- 31 жовтня 2014 року за особисту мужність і героїзм, виявлені у захисті державного суверенітету та територіальної цілісності України, вірність військовій присязі під час російсько-української війни, відзначений — нагороджений орденом Богдана Хмельницького III ступеня (посмертно).
- Пам'ятний нагрудний знак «Воїн-миротворець»

## Вшанування пам'яті
- 29 вересня 2020 року була відкрита меморіальна дошка в пам'ять Дмитра Арциленка. Дошку встановлено на фасаді харківської середньої школи № 70.[1][5]
- його портрет розміщено на меморіалі «Стіна пам'яті полеглих за Україну» в Києві: секція 2, ряд 2, місце 35.
- вшановується 12 серпня на ранковому церемоніалі загиблих українських героїв, які загинули в різні роки внаслідок російської агресії.[6]